# Joe Girardi
Joseph Elliot Girardi (14 de outubro de 1964, Peoria, Illinois) é um manager (treinador) de beisebol e ex-catcher da MLB. Durante sua carreira como jogador, ele atuou como catcher pelo Chicago Cubs, pelo Colorado Rockies, pelo New York Yankees e pelo St. Louis Cardinals. Ele também foi manager do Florida Marlins em 2006, onde foi nomeado Manager of the Year ("Treinador do Ano") na National League. Foi por quase dez anos (2008-2017) treinador do New York Yankees, onde venceu 56,2% dos jogos que comandou. Tem três títulos de World Series no currículo como jogador (1996, 1998 e 1999) e um como técnico (2009).

## Honras na carreira
- Selecionado para o All-Star Game (2000)
- 4x campeão da World Series: (1996, 1998, 1999, 2009)
- 2006 LN Manager of the Year

## Números como Manager
| Ano   | Time                  | Jogos | Vitórias | Derrotas | PCT%  |
| ----- | --------------------- | ----- | -------- | -------- | ----- |
| 2005  | Florida Marlins       | 162   | 78       | 84       | 48,0% |
| 2008  | New York Yankees      | 162   | 89       | 73       | 54,9% |
| 2009  | New York Yankees      | 162   | 103      | 59       | 63,6% |
| 2010  | New York Yankees      | 162   | 95       | 67       | 58,6% |
| 2011  | New York Yankees      | 162   | 97       | 65       | 59,9% |
| 2012  | New York Yankees      | 162   | 95       | 67       | 58,6% |
| 2013  | New York Yankees      | 162   | 85       | 77       | 52,5% |
| 2014  | New York Yankees      | 162   | 84       | 78       | 51,9% |
| 2015  | New York Yankees      | 162   | 87       | 75       | 53,7% |
| 2016  | New York Yankees      | 162   | 84       | 78       | 51,9% |
| 2017  | New York Yankees      | 162   | 91       | 71       | 56,2% |
| 2020  | Philadelphia Phillies | 60    | 28       | 32       | 46,7% |
| 2021  | Philadelphia Phillies | 162   | 82       | 80       | 50,6% |
| 2022  | Philadelphia Phillies | 51    | 22       | 29       | 43,1% |
| Total | Total                 | 2 055 | 1 120    | 935      | 54,5% |